# Kinesisk ökenkatt
Kinesisk ökenkatt (Felis bieti) är en liten vild kattart av släktet Felis som lever i västra Kina. Den liknar en tamkatt, men har sandfärgad päls. Ibland klassas den som underart (Felis silvestris bieti) till vildkatten.
Artepitet i det vetenskapliga namnet hedrar den franska missionären Félix Biet.

## Utseende
Denna katt blir 69 till 84 cm lång (huvud och bål) och har en 29 till 41 cm lång svans. Vikten varierar mellan 6,5 och 9 kg. Pälsen är allmänt sandfärgad. Buken är ljusare till vitaktig och djurets rygg ofta lite mörkare. Vid öronens finns mörka tofsar och dessutom förekommer otydliga mörka strimmor i ansiktet. Svansen har flera mörka ringar och sluter i en svart spets. Extremiteterna är jämförelsevis korta och tassarna bär hår även på undersidan. Arten skiljer sig främst i detaljer av skallens konstruktion från vildkatten.

## Utbredning och hot
Utbredningsområdet utgörs av torra stäpp- eller bergsregioner i Centralasien, särskild västra Kina, östra Tibet och södra Mongoliet. Utbredningsområdet ligger 2500 till 5000 meter över havet.
Arten förs i Washingtonkonventionen till Appendix II. IUCN listar den kinesiska ökenkatten som sårbar (vulnerable).

## Ekologi
Den kinesiska ökenkatten är nattaktiv och har gnagare, pipharar och mindre fåglar som byten. Parningen sker mellan januari och mars. Honan föder cirka två månader senare två till fyra ungar i en lya. Som lya används ofta naturliga håligheter, till exempel under stenar, och sällan används tunnlar som skapades av murmeldjur eller grävlingar. Utanför parningstiden lever individerna ensamma och de markerar reviret med körtelsekret. Ungarna blir självständiga 7 till 8 månader efter födelsen.